# Lyon Gardiner Tyler

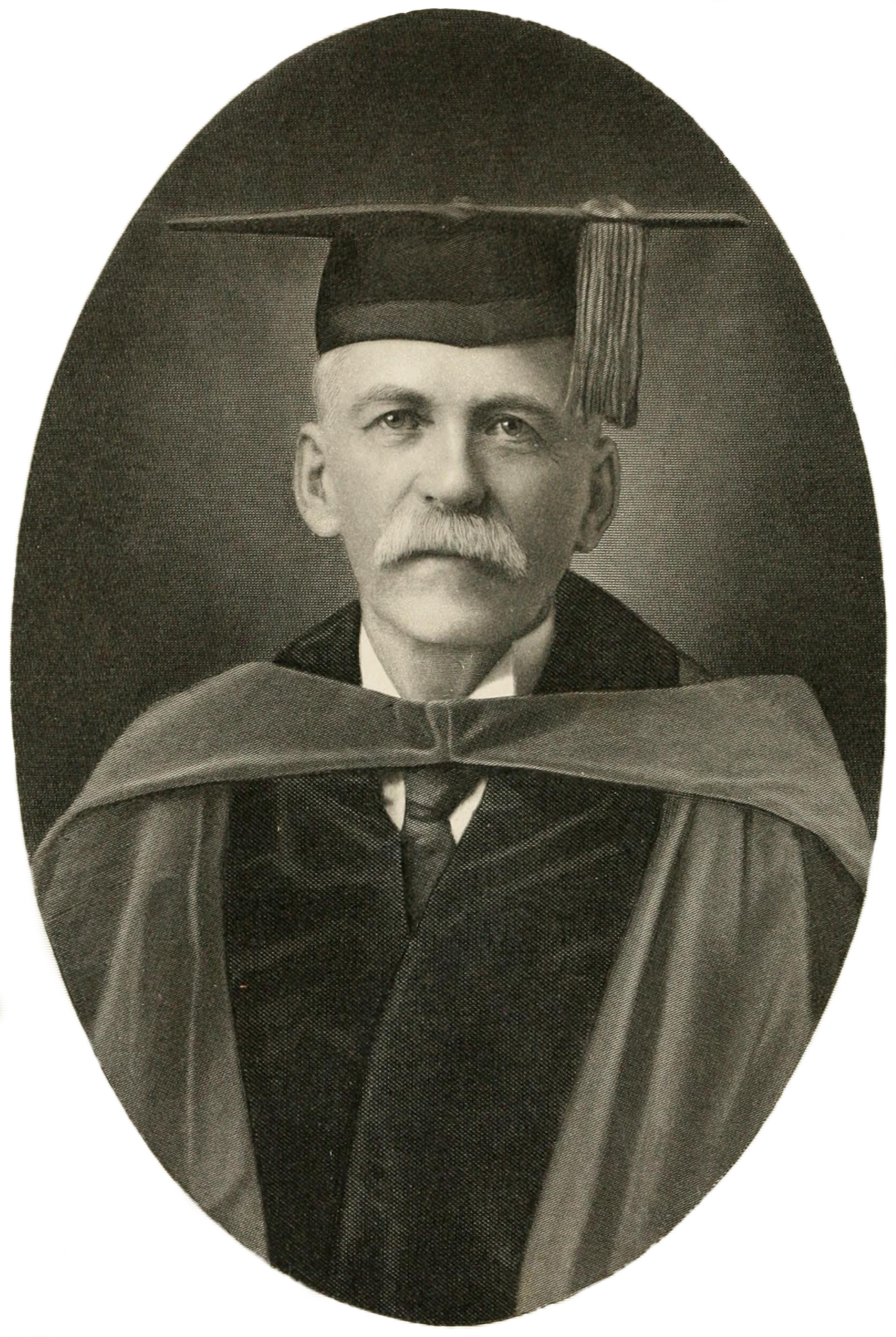
Lyon Gardiner Tyler

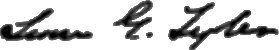
Unterschrift

Lyon Gardiner Tyler Sr. (* 24. August 1853 in Charles City County, Virginia; † 12. Februar 1935 in Richmond, Virginia) war ein amerikanischer Pädagoge, Ahnenforscher und Historiker. Er war der Sohn von John Tyler, dem zehnten Präsidenten der Vereinigten Staaten. Er selbst übernahm das Amt des 17. Präsidenten am College of William & Mary. Er setzte sich für die Förderung der historischen Forschung und Denkmalpflege ein und wurde bekannt als prominenter Kritiker des US-Präsidenten Abraham Lincoln.

## Frühes Leben und Ausbildung

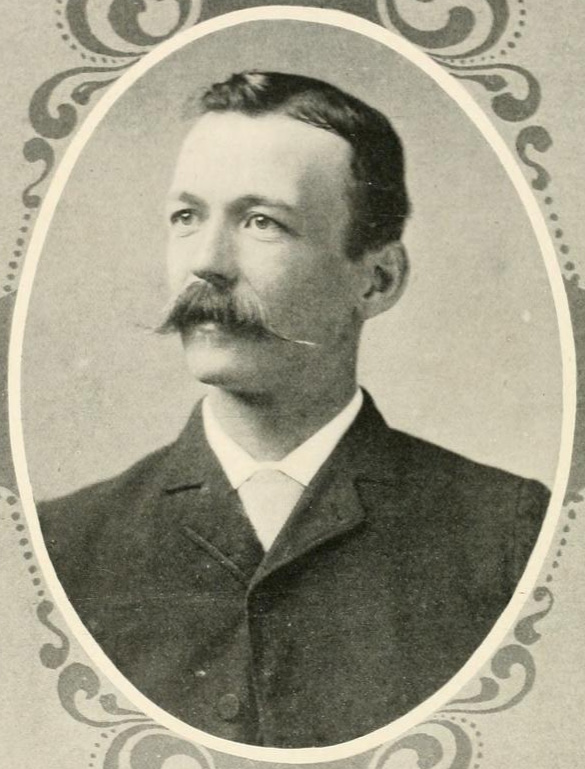
Lyon Gardiner Tyler als junger Mann (um 1880)

Tyler, der vierte Sohn von Präsident John Tyler und der First Lady Julia Gardiner Tyler, kam auf der Sherwood Forest Plantation seines Vaters im Charles City County zur Welt. Sein Vater, ein einflussreicher Sklavenhalter und Befürworter der Sezession, verstarb im Januar 1862, als Tyler erst acht Jahre alt war. Zu dieser Zeit war der Amerikanische Bürgerkrieg bereits im Gange, und einige Monate später wurde die Plantage von Unionstruppen während der Peninsular Campaign und der Overland Campaign von 1864 besetzt.
Währenddessen zog Julia Tyler mit ihren Kindern in den Norden nach Staten Island, wo sie Verwandte hatte. Tyler kehrte im Jahr 1869 nach Virginia zurück, um sein Studium an der University of Virginia in Charlottesville abzuschließen. Dort erlangte er sowohl einen Bachelor- als auch einen Master-Abschluss in Rechtswissenschaften und beendete sein Studium im Jahr 1875. Während seiner Studienzeit war er Mitglied von Kappa Sigma und der Jefferson Literary Society. Außerdem verfasste er Beiträge für die Literaturzeitschrift der Universität.

## Frühe Karriere als Lehrer, Jurist und Politiker
Nachdem er seinen Abschluss gemacht hatte, arbeitete Tyler ein Jahr lang als Lehrer für Philosophie und Literatur am College of William & Mary in der Nähe der Sherwood Forest Plantation, die seiner Familie gehörte (sein Vater war der 15. Besitzer). Aufgrund finanzieller Schwierigkeiten des Colleges wurde sein Gehalt eingestellt. Tyler entschied sich daraufhin zu kündigen und zog nach Memphis, Tennessee, wo er mehrere Jahre lang als Direktor einer Privatschule arbeitete.
Im Jahr 1882 kehrte Tyler nach Virginia zurück, um in Richmond als Anwalt zu arbeiten. Seine Mutter war dorthin gezogen. Mit ihrer Unterstützung begann Tyler mit der Arbeit an The Letters and Times of the Tylers, einer dreibändigen Studie über das Leben seines Vaters und seines Großvaters väterlicherseits, John Tyler senior. Das Werk war für die Veröffentlichung zwischen 1884 und 1896 geplant.
Während seiner Zeit in Richmond setzte sich Tyler auch für die Reform des öffentlichen Bildungssystems ein. Er half bei der Wiederbelebung des Virginia Mechanics Institute, sowohl als Vorstandsmitglied als auch als Dozent. Im Jahr 1887 wurde Tyler von den Wählern in Richmond als einer von vier Vertretern ins Abgeordnetenhaus von Virginia gewählt, wo er mit Algernon Sidney Buford, Henry L. Carter und John A. Curtis zusammenarbeitete. In dieser Amtszeit überzeugte Tyler die Gesetzgeber, 10.000 Dollar für die Restaurierung des College of William and Mary bereitzustellen. Das College hatte jahrelang keine finanzielle Unterstützung erhalten und litt immer noch unter den Folgen der Schlacht von Williamsburg im Bürgerkrieg sowie Vernachlässigung. Als der Gouverneur von Virginia die Bewilligung unterzeichnete, wurde das College 1888 wiedereröffnet und Tyler vom Kuratorium zu seinem Präsidenten ernannt.

## Präsident des College of William and Mary
Von 1888 bis 1919 war Tyler der 17. Präsident des College of William & Mary (W&M). Er hat die Finanzen des Colleges nach dem Niedergang während und nach dem Bürgerkrieg wiederhergestellt. Während seiner Amtszeit war Tyler auch Vorsitzender des Fachbereichs Geschichte und gehörte zusammen mit sechs anderen Professoren dem Gremium der Sieben Weisen an. Außerdem gründete er die Zeitschrift William and Mary Quarterly. Tyler engagierte sich auch für das Frauenwahlrecht und überwachte das College, als es im Jahr 1918 Frauen aufnahm.
Während seiner Zeit an der William & Mary widmete sich Tyler der Geschichte von Virginia. Er führte umfassende Recherchen im gesamten Bundesstaat durch und setzte sich für den Erhalt der lokalen Aufzeichnungen ein. Im Jahr 1896 überzeugte er die Generalversammlung von Virginia, 5.000 Dollar für die Kopie von Gerichtsakten aus dem 17. Jahrhundert bereitzustellen, was einen Präzedenzfall für die Verwendung öffentlicher Gelder zur Erhaltung staatlicher Aufzeichnungen schuf. In den folgenden Jahren machte er den Erhalt dieser Aufzeichnungen zu seiner Mission und bereiste ausgiebig den gesamten Staat, um Material zu sammeln. Im Jahr 1915 wurde er zum Mitglied des State Library Board ernannt, dem er bis zu seinem Tod angehörte. Er war auch 52 Jahre lang Mitglied der Virginia Historical Society, davon 47 Jahre im Vorstand und 32 Jahre als Vizepräsident. Als produktiver Autor trug er mit seinen Werken zur Anerkennung der Bedeutung von Jamestown und Williamsburg für die amerikanische Geschichte bei. Allerdings wirkt seine historische Philosophie, dass Ahnenforschung nur dann von öffentlichem Interesse ist, wenn sie den Nachkommen zur Ehre gereicht, heutzutage bestenfalls altmodisch. Wie weiter unten erläutert wird, versuchte Tyler auch, den politischen Ruf seines Vaters wiederherzustellen.

## Kritik an Präsident Lincoln und Ruhestand
Tyler erlangte in späteren Jahren Berühmtheit, indem er Präsident Abraham Lincoln wiederholt kritisierte. Die erste Gelegenheit dazu bot sich im Jahr 1917 als Reaktion auf einen Artikel in der New York Times mit dem Titel Die Hohenzollern und die Sklavenmacht. In diesem Artikel wurden die Sklavenbesitzer des Südens mit den deutschen Aristokraten verglichen, die zu jener Zeit in den Ersten Weltkrieg verwickelt waren. Tyler verfasste eine Schrift, in der er argumentierte, dass Lincoln eher dem preußischen Adel ähnelte. Dies begründete er damit, dass Lincoln gegen das Selbstbestimmungsrecht der konföderierten Staaten war, ähnlich wie Deutschland die Rechte verschiedener kleinerer Nationen in Europa missachtete.
Im Juni 1919 trat Tyler als Präsident von William and Mary zurück. Während seiner Amtszeit stieg die Studentenzahl auf über 200 an. Die Anzahl der Fakultätsmitglieder hatte auf vierzehn zugenommen, und zwölf Gebäude wurden entweder renoviert oder neu errichtet. Tyler hatte auch maßgeblich dazu beigetragen, dass die Schule zu einer öffentlichen Einrichtung wurde. Nach seinem Rücktritt zog er sich auf seine Farm Lion’s Den im Charles City County zurück, blieb jedoch weiterhin als Schriftsteller, Redner und Forscher aktiv.
Tyler äußerte seine Meinung, dass Lincoln kein Held sei und daher keine Ehre verdient habe, als das Abgeordnetenhaus von Virginia 1928 beschloss, eine Vertagung zu Ehren von Lincolns Geburtstag abzuhalten. Die Time-Zeitschrift konfrontierte ihn damit, dass Lincoln Tylers Vater sowohl in Bezug auf Statur als auch Leistungen überragte. Doch Tyler konterte mit einem Pamphlet, in dem er behauptete, dass Lincoln ein Zwerg sei. Auch im Ruhestand führte Tyler seinen Kreuzzug gegen Lincoln fort und veröffentlichte zahlreiche kritische Artikel über den sechzehnten Präsidenten in seiner eigenen Zeitschrift Tyler’s Quarterly and Genealogical Magazine.
Tyler schrieb in einer seiner letzten Veröffentlichungen, einer kurzen Broschüre mit dem Titel Ein konföderativer Katechismus, dass nicht die Sklaverei, sondern vielmehr die rachsüchtige und unbeherrschte Anti-Sklaverei-Bewegung aus verfassungsrechtlicher und staatskundlicher Sicht der Grund für alle Schwierigkeiten war. Die Textpassage wurde von den Söhnen der konföderierten Veteranen und den Vereinigten Töchtern der Konföderation gedruckt und Kindern empfohlen, sie vorzulesen.

## Privatleben
Tyler war zweimal verheiratet. Seine erste Ehefrau war Anne Baker Tucker aus dem Albemarle County. Mit ihr hatte er drei Kinder: John Tyler, Elizabeth Gilmer Tyler und Julia Gardiner Tyler Wilson, die eine der Gründerinnen von Kappa Delta war.
Nach dem Tod von Anne im Jahr 1921 heiratete Tyler Sue Ruffin, die 35 Jahre jünger war als er. Mit ihr hatte er drei weitere Kinder: Lyon Gardiner Tyler Jr. (1925–2020), Harrison Ruffin Tyler (1928–2025) und Henry Tyler, der im Säuglingsalter verstarb. Ende August 2018 nahm Lyon Jr. an einem Treffen teil, das von der White House Historical Association für die Nachkommen der Präsidenten veranstaltet wurde. Dort unterzeichnete er gemeinsam mit anderen Nachkommen der Präsidenten eine Nachbildung des Resolute Desk.

## Bedeutende Werke

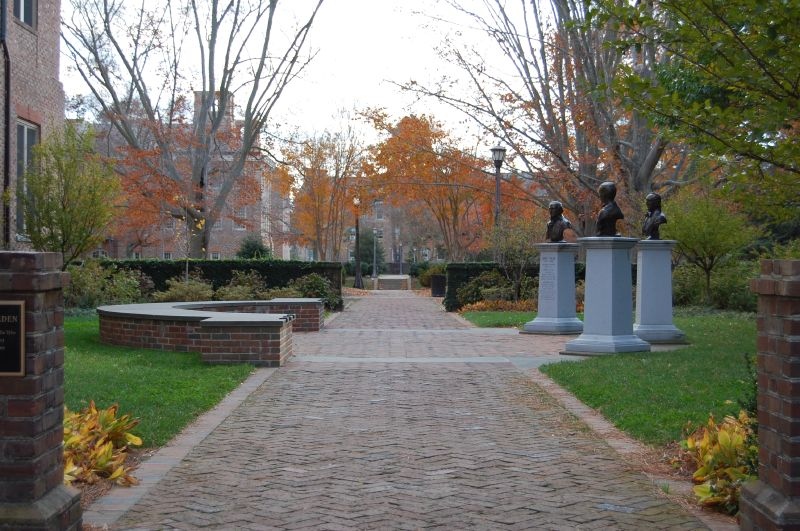
Der Tyler Memorial Garden ist eine Gedenkstätte, die Lyon Gardiner Tyler, seinem Vater und seinem Großvater gewidmet ist.

Zu den Hauptwerken von Tyler gehören:
- Die Briefe und Zeiten der Tylers (drei Bände, 1884–1896)
- Parteien und Mäzenatentum in den Vereinigten Staaten (1891)
- Die Wiege der Republik: Jamestown und der James River (1900)
- England in Amerika (1904)
- Williamsburg, die alte Kolonialhauptstadt (1907)
- Bedeutende Männer in Virginia (1906–1909)
- Enzyklopädie der Biographie Virginias (1915)
- Geschichte von Virginia von 1763 bis 1861 (1924)
- Ein Katechismus der Konföderierten (1929)

## Tod und Vermächtnis
Tyler verstarb am 12. Februar 1935 in Richmond aufgrund einer Lungenentzündung. Seine letzte Ruhestätte befindet sich auf dem Hollywood-Friedhof. Das Elternhaus von Tyler, die Sherwood Forest Plantation im Charles City County, erhielt im Jahr 1961 den Status eines National Historic Landmarks und wurde 1966 in das National Register of Historic Places aufgenommen. Bis heute gehört die Plantage den Nachkommen der Familie Tyler, die das Anwesen bewohnen. Darüber hinaus werden dort Führungen angeboten.
Das Special Collections Research Center am College of William & Mary beheimatet folgende Sammlungen:
- Persönliche Papiere von Lyon Gardiner Tyler Sr.
- Papiere während seiner Amtszeit als Präsident des College of William & Mary

Das College of William & Mary bietet auch ein Lyon-Tyler-Stipendium in Geschichte für Bachelor-Studenten an. Weitere Tyler-Denkmäler auf dem Campus von William und Mary sind:
- der Tyler Family Garden, der sowohl Tyler als auch seinem Vater und seinem Großvater väterlicherseits gewidmet ist, die beide Ehemalige des Colleges waren; der Garten befindet sich neben der James Blair Hall, in der die Geschichtsabteilung der Universität untergebracht ist, und enthält Büsten der drei Männer und wurde am 30. April 2004 eingeweiht. Er wurde durch eine 5-Millionen-Dollar-Spende von Lyons Sohn, Harrison Ruffin Tyler, und seiner Frau finanziert.
- Die Lyon Gardiner Tyler Abteilung für Geschichte